# تيري كالدويل
تيري كالدويل (بالإنجليزية: Terry Caldwell)‏ (5 ديسمبر 1938 في المملكة المتحدة - ) هو لاعب كرة قدم بريطاني في مركز الدفاع. لعب مع ليدز يونايتد ونادي كارلايل يونايتد وهدرسفيلد تاون وWakefield F.C. ‏ ونادي بارو.

## وصلات خارجية
- تيري كالدويل على موقع قاعدة بيانات كرة القدم.إي يو (الإنجليزية)